# 土佐カントリークラブ
土佐カントリークラブ（とさカントリークラブ）は、高知県香南市にあるゴルフコース。

## 住所
- 高知県香南市夜須町手結山668番地

## アクセス
車の場合
- 高知自動車道/南国ICより23km

交通機関の場合
- 鉄道路線：土佐くろしお鉄道ごめん・なはり線・夜須駅下車　　
  - クラブバス：なし
  - タクシー：高知空港から20分

## 開催トーナメント
- 三菱ギャラントーナメント（1998年に開催）
- 明治安田レディス ヨコハマタイヤゴルフトーナメント（2008年 - 2024年）